# Arquidiócesis de Visakhapatnam
La arquidiócesis de Visakhapatnam (en latín: Archidioecesis Visakhapatnamensis y en inglés: Roman Catholic Archdiocese of Visakhapatnam) es una circunscripción eclesiástica de la Iglesia católica en India. Se trata de una arquidiócesis latina, sede metropolitana de la provincia eclesiástica de Visakhapatnam. Desde el 3 de julio de 2012 su arzobispo es Prakash Mallavarapu.

## Territorio y organización
La arquidiócesis tiene 28 507 km² y extiende su jurisdicción sobre los fieles católicos de rito latino residentes en el estado de Andhra Pradesh en los distritos de Visakhapatnam, Godavari Este (en parte) y Vizianagaram (en parte), antes de la reforma administrativa de 2022.
La sede de la arquidiócesis se encuentra en la ciudad de Visakhapatnam, en donde se halla la Catedral de San Pedro y la Concatedral de Santa Ana.
La arquidiócesis tiene como sufragáneas a las diócesis de: Eluru, Guntur, Nellore, Srikakulam y Vijayawada.
En 2020 en la arquidiócesis existían 77 parroquias.

## Historia
El vicariato proapostólico de Vizagapatam fue erigido el 16 de marzo de 1845, derivando el territorio del vicariato apostólico de Madrás (hoy arquidiócesis de Madrás y Meliapor).
El vicariato proapostólico fue elevado a vicariato apostólico el 3 de abril de 1850 con el breve Ex pastoralis officio del papa Pío IX.
El 1 de septiembre de 1886 el vicariato apostólico fue elevado a diócesis con la bula Humanae salutis del papa León XIII. El 7 de junio de 1887, con el breve Post initam, se estableció la provincia eclesiástica de Madrás, de la que Vizagapatam era una de las sufragáneas.
El 11 de julio de 1887 cedió una porción de su territorio para la erección de la diócesis de Nagpur (hoy arquidiócesis de Nagpur) mediante el breve Iamdiu erat del papa León XIII.
El 18 de julio de 1928 cedió otra porción de su territorio para la erección de la misión sui iuris de Cuttack (hoy arquidiócesis de Cuttack-Bhubaneswar) mediante el breve Apostolatus officium del papa Pío XI.
El 21 de octubre de 1950, como consecuencia del decreto Cum post rerum de la Congregación de Propaganda Fide, tomó el nombre de diócesis de Visakhapatnam.
El 19 de septiembre de 1953 pasó a formar parte de la provincia eclesiástica de la arquidiócesis de Hyderabad.
El 20 de junio de 1957 (decreto Ordinarii Cuttackensis) y el 16 de junio de 1966 (decreto Commissi gregis) se revisaron los límites de la diócesis de Visakhapatnam con la diócesis de Cuttack (hoy arquidiócesis de Cuttack-Bhubaneswar) y con la prefectura apostólica de Raipur (hoy arquidiócesis de Raipur).
El 1 de julio de 1993 cedió otra porción de su territorio para la erección de la diócesis de Srikakulam mediante la bula Ad aptius fovendum del papa Juan Pablo II.
El 16 de octubre de 2001 la diócesis fue elevada al rango de arquidiócesis metropolitana.

## Estadísticas
Según el Anuario Pontificio 2021 la arquidiócesis tenía a fines de 2020 un total de 120 211 fieles bautizados.
| Año                                                                             | Población            | Población  | Población      | Sacerdotes | Sacerdotes    | Sacerdotes    | Bautizados por sacerdote | Diáconos permanentes | Religiosos | Religiosos | Parroquias |
| Año                                                                             | Bautizados católicos | Total      | % de católicos | Total      | Clero secular | Clero regular | Bautizados por sacerdote | Diáconos permanentes | Varones    | Mujeres    | Parroquias |
| ------------------------------------------------------------------------------- | -------------------- | ---------- | -------------- | ---------- | ------------- | ------------- | ------------------------ | -------------------- | ---------- | ---------- | ---------- |
| 1950                                                                            | 31 125               | 7 000      | 0.4            | 43         | 9             | 34            | 723                      |                      | 6          | 106        | 26         |
| 1970                                                                            | 69 823               | 7 240 000  | 1.0            | 71         | 28            | 43            | 983                      |                      | 81         | 121        | 33         |
| 1980                                                                            | 90 469               | 8 460 000  | 1.1            | 85         | 43            | 42            | 1064                     |                      | 75         | 291        | 35         |
| 1990                                                                            | 116 496              | 11 530 847 | 1.0            | 105        | 48            | 57            | 1109                     |                      | 87         | 449        | 56         |
| 1999                                                                            | 147 934              | 12 014 274 | 1.2            | 112        | 48            | 64            | 1320                     |                      | 100        | 453        | 47         |
| 2000                                                                            | 161 584              | 12 070 763 | 1.3            | 114        | 51            | 63            | 1417                     |                      | 72         | 477        | 47         |
| 2002                                                                            | 214 200              | 12 339 058 | 1.7            | 123        | 51            | 72            | 1741                     |                      | 78         | 507        | 50         |
| 2003                                                                            | 217 235              | 12 390 703 | 1.8            | 127        | 55            | 72            | 1710                     |                      | 76         | 431        | 50         |
| 2004                                                                            | 218 806              | 12 403 105 | 1.8            | 124        | 53            | 71            | 1764                     |                      | 94         | 428        | 56         |
| 2010                                                                            | 247 231              | 12 640 684 | 2.0            | 153        | 64            | 89            | 1615                     |                      | 115        | 470        | 62         |
| 2012                                                                            | 113 500              | 11 984 000 | 0.9            | 168        | 76            | 92            | 675                      |                      | 132        | 558        | 67         |
| 2017                                                                            | 110 508              | 11 789 359 | 0.9            | 139        | 75            | 64            | 795                      |                      | 95         | 570        | 75         |
| 2020                                                                            | 120 211              | 13 000 171 | 0.9            | 148        | 84            | 64            | 812                      |                      | 100        | 604        | 77         |
| Fuente: Catholic-Hierarchy, que a su vez toma los datos del Anuario Pontificio. |                      |            |                |            |               |               |                          |                      |            |            |            |

## Episcopologio
- Jacques-Henri Gailhot, M.E.P. † (16 de marzo de 1845-1847 renunció)[12]
- Sébastin-Théophille Neyret, M.S.F.S. † (31 de marzo de 1848-5 de noviembre de 1862 falleció)
- Jean-Marie Tissot, M.S.F.S. † (6 de agosto de 1863-18 de junio de 1890 falleció)
- Jean-Marie Clerc, M.S.F.S. † (19 de febrero de 1891-18 de junio de 1926 falleció)
- Pierre Rossillon, M.S.F.S. † (18 de junio de 1926 por sucesión-22 de marzo de 1947 falleció)
- Joseph-Alphonse Baud, M.S.F.S. † (23 de marzo de 1947 por sucesión-4 de octubre de 1966 renunció[nota 1])
- Ignatius Gopu, M.S.F.S. † (4 de octubre de 1966 por sucesión-2 de agosto de 1981 falleció)
- Mariadas Kagithapu, M.S.F.S. † (10 de septiembre de 1982-3 de julio de 2012 retirado)
- Prakash Mallavarapu, desde el 3 de julio de 2012